# San-X
San-X är ett japanskt företag som designar små figurer med specifika karaktärer. Företaget tillverkar produkter med figurerna på, till exempel pappersnäsdukar, necessärer, plånböcker, mobilsmycken och kontorsprodukter. Figurerna har ofta olika intressen och humör och är inspirerade av existerande djur. Exempel på San-X figurer är: Rilakkuma (en björn med en kyckling som kompis), Monokuro Boo (en svart och en busig vit gris), Tare panda (en lat panda) och Afro Ken (en hund med regnbågsfärgad afrofrisyr). Produkterna är inte bara populära i Japan utan säljs också i många andra länder.

## Monokuro Boo
Monokuro Boo är en karaktär skapad av företaget. Figuren består av två grisar, en vit och en svart, ofta finns det också en humla med. Grisarna är stiliserade till fyrkanter med öron och ben, en knorr (på baksidan) samt prickar till ögon och ett elliptiskt tryne. De ackompanjeras ofta av texten: Happy!, Simple is best!, Enjoy!, Love! och Boo!. 